# Shamash-shum-ukin
Shamash-shum-ukin (mort à Babylone en 648 av. J.-C.) fut roi de Babylone. Il fut nommé à la tête de la ville par son père, le souverain assyrien Assarhaddon. Cela se produisit vers 670 av. J.-C. Il était le frère aîné d'Assurbanipal et devint son vassal lorsque celui-ci monta sur le trône assyrien.
En 664 av. J.-C., le territoire de Babylone est envahi par une armée élamite. La ville n'est sauvée que par un renfort assyrien.
Vers 655 av. J.-C., l'empire assyrien connaît une nouvelle vague de révoltes, commençant à l'ouest par le refus de Psammétique Ier, qui administre l'Égypte, de payer de nouveau tribut.
Vers 653 av. J.-C., Shamash-shum-ukin profite de ces difficultés pour se révolter. Il obtient le soutien des Élamites et des tribus chaldéennes. C'est le début d'une violente guerre civile qui tourne à l'avantage des Assyriens, les coalisés étant défaits lors de la bataille d'Ulai. Babylone est assiégée à partir de 650 av. J.-C. Shamash-shum-ukin meurt dans l'incendie de son palais lorsque la ville tombe aux mains de l'armée assyrienne en 648. Assurbanipal place alors Kandalanu sur le trône de Babylone.